# 松浦民恵
松浦 民恵（まつうら たみえ、1966年 - ）は、日本の経営学者、法政大学キャリアデザイン学部教授。博士（経営学）。
専門は人的資源管理論、労働政策。研究テーマは、働き方改革、非正社員のキャリアや待遇改善、若者のキャリア形成、企業の人材育成政策、雇用・就労・勤労者生活、少子高齢社会など。

## 経歴
1989年3月神戸大学法学部を卒業後、日本生命保険に入社する。人事部を経て、1995年3月からニッセイ基礎研究所主任研究員、2008年6月から2010 年3月まで東京大学社会科学研究所特任研究員。2010年に学習院大学大学院経済学研究科博士後期課程単位取得退学。2011年に博士（経営学）を取得する。2017年4月より法政大学キャリアデザイン学部へ。

## 人物
大学では世の中で流布する意見に疑問をもち建設的な反論ができる人材の育成を目指している。学部ゼミでは、①文献講読と議論、②調査の実施・分析と発表、③論文執筆を通じた思考のトレーニングを課している。
著書『営業職の人材マネジメント 4類型による最適アプローチ』では、ホワイトカラーの主力といえる「営業職」の職種は多様性があるが、取扱い商品・サービス特性、業態、顧客特性、市場に占める位置、営業方法（プッシュ型・プル型）などの要因を分析し、特徴を４類型にカテゴリーに分け、人事管理や人材開発、キャリア形成に対して横断的キャリア形成を提案した。
独立行政法人評価に関する有識者会議のメンバーである。
厚生労働省委託の男性の育児参加促進研究会では委員の一人を務め、「男性の育児参加促進研究会報告書」(平成19年3月 )のとりまとめに尽力した。2007年12月25日に「男性の育児参加促進研究会報告書の概要について」と題して厚生労働省で報告を行っている。
大学の学部では基礎ゼミ、職業キャリア論、キャリア開発論、キャリア体験事前指導などを担当し、大学院では職業キャリア政策論を担当する。
講演の機会も多く、2015年1月15日には、リーガロイヤルホテル（大阪） で開催されたダイバーシティ・マネジメントセミナーにおいて、「ダイバーシティ時代の働き方～職場の働き方改革～」と題する基調講演を行い、均等施策には女性の仕事のやりがいを高めることが重要と強調した。
2015年9月11日には、第８回公開ワーク・ライフ・バランスカンファレンスにおいて、「企業における女性活躍推進の変遷と今後の課題」と題する講演を行い、企業における女性の役割の時代的な変化を概観し、今後の展望を述べた。
2013年1月16日及び2月12日、JISA請負適正化セミナー「改正派遣法の概要と課題～『これまで』を振り返り、『これから』について考える」で講演を行い、改正派遣法の概要と課題、社会背景をもとに現場での課題や対策に示唆を与えた。
「ACe 建設業界」2014年9月号において［意見・提言］「ウーマノミクスを成功させるためには」と題する記事を寄稿した。